# شهرداری جیرفت
شهرداری جیرفت یک مؤسسه عمومی غیردولتی است که در سال ۱۳۳۰ خورشیدی تأسیس شد و وظیفه توسعه و امور شهری جیرفت را بر عهده دارد. شهر جیرفت از دو منطقه شهرداری تشکیل شده است.
شهردار کنونی جیرفت، هادی ربانی است.

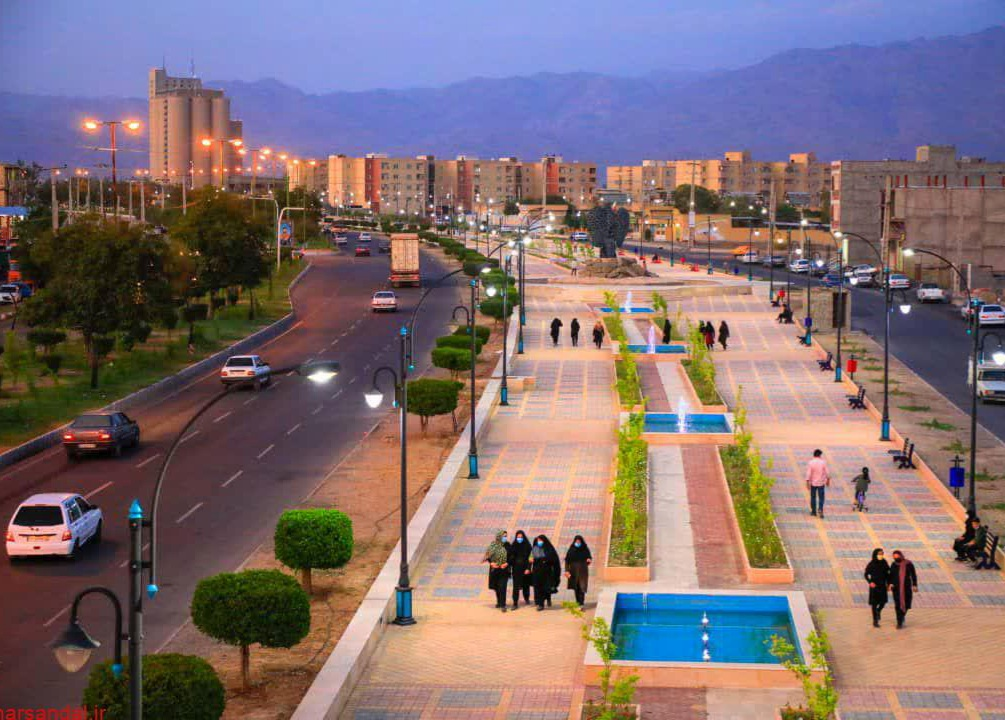
جیرفت، بلوار پیامبر اعظم

یکی از مهم‌ترین برنامه‌های توسعه‌ای اخیر شهرداری جیرفت، تقسیم شهر به دو منطقه و برنامه‌ریزی برای افزودن پنج سازمان تخصصی جدید به ساختار خود است. این اقدام با هدف توزیع خدمات، برنامه‌ریزی هدفمندتر و افزایش شفافیت در اجرای پروژه‌ها صورت می‌گیرد. سازمان‌های آتش‌نشانی و حمل‌ونقل از جمله سازمان‌های فعال کنونی هستند و قرار است سازمان‌هایی نظیر سیما، منظر و فضای سبز شهری نیز به این مجموعه افزوده شوند.
در حوزه عمرانی، شهرداری جیرفت پروژه‌های متعددی را در دست اجرا دارد. از شاخص‌ترین این پروژه‌ها می‌توان به آغاز عملیات اجرایی پل سوم بر روی هلیل‌رود با اعتباری بالغ بر ۴۵۰ میلیارد تومان، کلنگ‌زنی و بهره‌برداری از ده‌ها پروژه شهری شامل احداث و بازسازی بوستان‌ها (از جمله فاز جدید پارک لاله)، راه‌اندازی شهربازی، افتتاح کارخانه تولید قطعات بتنی و توسعه ناوگان موتوری شهری اشاره کرد. بودجه شهرداری نیز در سال‌های اخیر رشد چشمگیری داشته و از ۴۰۰ میلیارد تومان به بیش از هزار میلیارد تومان افزایش یافته است.
شهر جیرفت که در گذشته سبزواران نامیده می‌شد، با جمعیتی بیش از ۱۳۰ هزار نفر، به عنوان یکی از شهرهای پرجمعیت جنوب ایران شناخته می‌شود و شهرداری آن نقشی مهم در حفظ هویت تاریخی شهر دارد. 

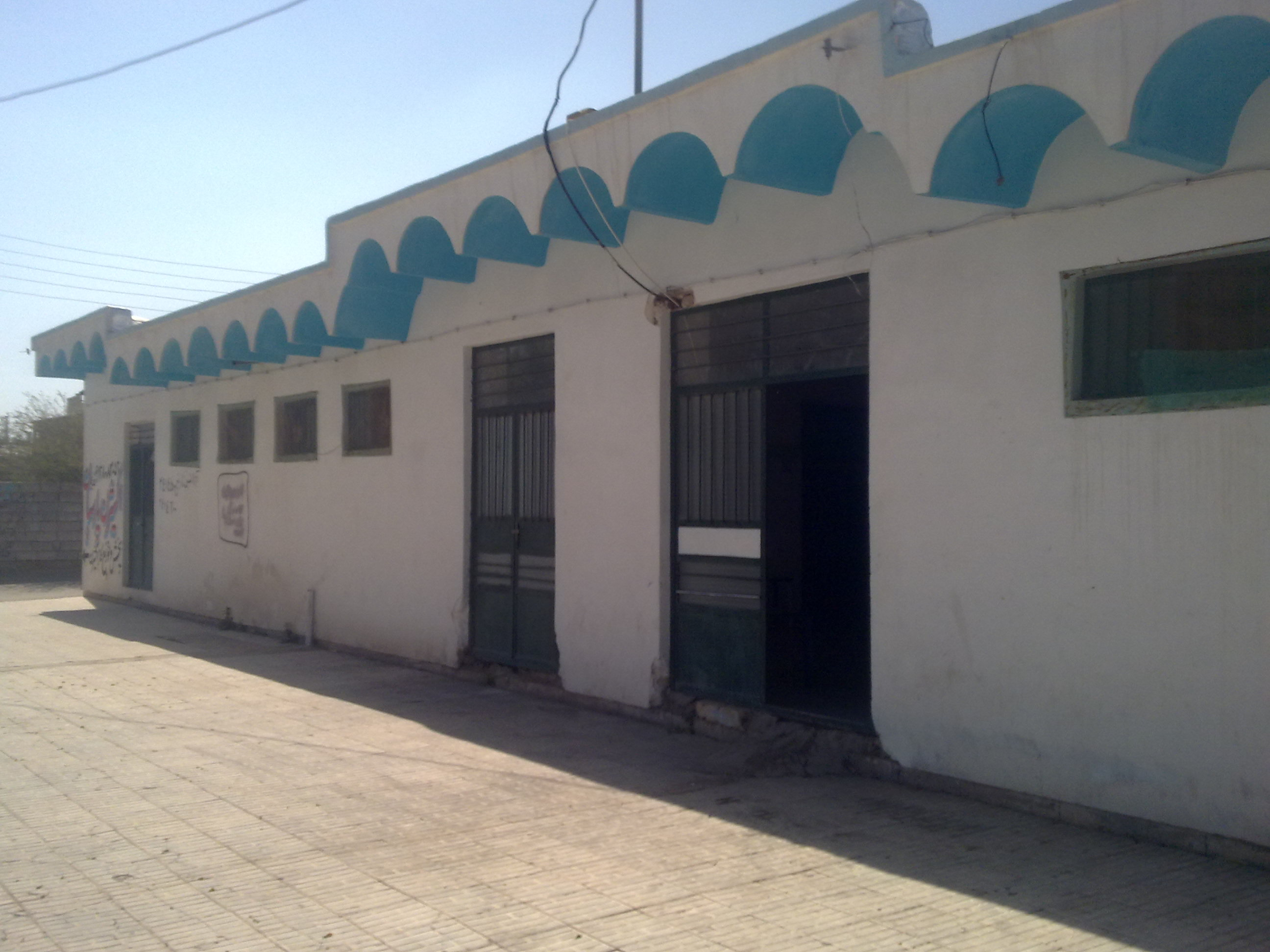
گرمابه شهرداری